# Калафат (планина)
Калафат је планина у југоисточној Србији, северно од Ниша. Просторно се налази на територији нишке градске општине Пантелеј и општине Сврљиг. Припада Балканским планинама које су део Карпатско-балканског планинског система. Позната је и под називом Курилово.

## Положај и простирање
Пружа се од превоја Грамаде на истоку, до превоја Торине на западу, одакле почиње Попова глава. На југу је ограничена Нишком котлином, а на северу Топоничком и Копајкошарском или Попшичком реком. По упоредничкој оси простире се 15 km, а по меридијанској 11 km, између села Горњег Матејевца и Попшице. Калафат са југа окружују град Ниш и села Каменица, Матејевац и Кнез Село, а са севера села Грбавче, Копајкошара и Церје.

## Врхови
Највиши врх је Калафат на 837 m. На планини постоје још два врха која прелазе 800 m и десетак између 700 и 800 m. Остали врхови су испод ових висина.

## Природна и културна добра
На јужном делу Калафата налази се Каменички вис, споменик на Чегру, Латинска црква и манастир Свети Јован. Најпознатије пећине су Церјанска пећина, Попшичка пећина, пећина Самар, Преконошка пећина.

## Остало
- У Нишу постоји Планинарско друштво „Калафат“.
- У Сврљигу је постојао хотел „Калафат“.[5]
- На Калафату, који се у то време звао Курилово, вођене су борбе током битке на Грамади (1883) током Тимочке буне.